# Rudolf Bayer
Rudolf Bayer (* 7. květen 1939) je emeritní profesor (od roku 1972) informatiky na Technické univerzitě v Mnichově.
Je známý pro autorství několika datových struktur:
- B-stromu s Edwardem M. McCreightem
- B+ stromu s Edwardem M. McCreightem
- UB-stromu s Volkerem Marklem
- červeno-černého stromu

Obdržel cenu ACM SIGMOD Edgar F. Codd za inovaci pro rok 2001.